# Battaglia di Fort Albany (1709)
La battaglia di Fort Albany fu una battaglia combattuta nel corso della guerra di successione spagnola il 26 giugno 1709 tra un gruppo di volontari francesi ed i loro alleati nativi contro i canadesi della Compagnia della Baia di Hudson presso la fortificazione di Fort Albany a sud della Baia di Hudson. Circa 70 francesi e 30 indiani attaccarono il forte, all'epoca sotto il comando di John Fullartine. Fullartine respinse l'attacco, uccidendo diciotto uomini tra cui diversi ufficiali ed il comandante francese. Per parte sua perse due uomini in un'imboscata prima dell'inizio dell'attacco.

## Antefatto
Dopo la creazione della Compagnia della Baia di Hudson da parte di investitori inglesi nel 1670, presso la Baia di Hudson venne stabilito un florido commercio di pelli di animali e pellicce. Dagli anni ottanta del Seicento, la compagnia aveva fondato inoltre diverse stazioni commerciali presso le foci dei fiumi nella baia, e gli indiani viventi nella zona vennero invogliati a consegnare qui le loro pelli in cambio di beni europei come cibo, fucili, munizioni ed altri oggetti.
Il successo di quest'impresa catalizzò l'attenzione delle autorità della Nuova Francia che obiettarono agli inglesi l'invasione di territori su cui loro pure avanzavano delle pretese, e che il commercio di pellicce nell'area andava turbando i loro traffici commerciali. Con la spedizione del 1686, e poi con la Guerra dei Nove anni (1689–97, nota anche come Guerra di re Guglielmo nelle colonie inglesi), razziatori della Nuova Francia ripetutamente attaccarono gli avamposti della compagnia, catturando spesso beni e vie di collegamento, impedendo così alle pelli di raggiungere l'Europa. Con la fine della guerra, solo uno degli avamposti della compagnia, Fort Albany (così denominato perché collocato presso la foce del fiume Albany, attuale Ontario settentrionale), rimase nelle mani della compagnia.
Quando scoppiò la Guerra di successione spagnola (nota nelle colonie inglesi come Guerra della regina Anna) nel 1702, l'idea di razziare quest'ultima vestigia dell'autorità inglese nell'area iniziò a percorrere le menti delle autorità della Nuova Francia. Nel 1709, un gruppo di coloni francesi decise di lanciare un attacco contro Fort Albany. Il governatore della Nuova Francia, Philippe de Rigaud Vaudreuil, diede il proprio assenso al raid, ed aiutò pure la spedizione con suoi fondi privati. Gli investitori nella spedizione si aspettavano di recuperare le spese con le pelli ricavate dall'operazione. Il comando della spedizione venne dato a Nicolas d'Ailleboust de Manthet, razziatore di frontiera con esperienza, il quale secondo i resoconti non era mai stato presso la Baia di Hudson in precedenza. Manthet reclutò 70 francesi e 30 Caughnawaga Mohawk, e si spostò verso il fiume Moose viaggiando nella James Bay a bordo di canoe locali sino a giungere a Fort Albany alla fine di giugno del 1709.

## La battaglia
Fort Albany era abitato da una compagnia di impiegati sotto la direzione di John Fullartine, da lungo tempo impegnato nella compagnia e che era stato per diverso tempo prigioniero dei francesi durante i primi raids della zona, nazione che quindi egli conosceva molto bene. Fullartine venne allertato di una spedizione francese da una serie di commercianti Cree, ed ebbe pertanto tempo per preparare le proprie difese; il numero esatto dei difensori non è noto per la scarsità di informazioni al riguardo.
Tutto ciò che si sa circa l'evento è che i francesi attaccarono ma questo assalto non ebbe il successo sperato e sia Manthet che il suo secondo in comando rimasero uccisi durante l'azione. Le perdite francesi ammontarono a 18 in totale (inclusi i due capi), mentre la compagnia perse solo due uomini che non si trovavano nel forte al momento dell'inizio dell'attacco e che vennero colpiti nel corso di un'imboscata.

## Conseguenze
Dal momento che la compagnia non aveva inviato alcuna nave da Fort Albany nel 1709, gli ufficiali a Londra si accorsero subito che qualcosa non stava funzionando in America. Francis Nicholson, che era venuto a conoscenza di una fallita spedizione contro la Nuova Francia dalla provincia di New York nel 1709, portò a Londra diversi capi mohicani per ottenere il supporto necessario per una nuova spedizione per il 1710. I mohawks informarono gli ufficiali della compagnia di aver saputo dell'attacco per essere stati a Montréal al tempo della spedizione. Fullartine compilò un rapporto completo dell'evento quando tornò in Inghilterra nel 1711, ma esso ad oggi è introvabile.
Il governatore Vaudreuil venne criticato dai ministri di governo di Parigi per il suo ruolo insufficiente nella preparazione della spedizione. La Compagnia della Baia di Hudson riprese tutti i propri avamposti nel 1713 quando il Trattato di Utrecht pose fine ala guerra, ma Francia e Gran Bretagna continuarono a disputarsi i territori per i decenni successivi.